# Llista de Creus de Sant Jordi/2025/Entitats

#### Entitats
Informació actualitzada per un bot. Els canvis manuals es perdran quan s'actualitzi!
| Entitat                                                     | Wikidata   | Descripció                                | Imatge |
| ----------------------------------------------------------- | ---------- | ----------------------------------------- | ------ |
| Unió per la Mediterrània                                    | Q192177    | organització intergovernamental           |        |
| Front d'Alliberament Gai de Catalunya                       | Q8962884   | organització catalana de gais i lesbianes |        |
| La Cubana                                                   | Q11255912  | companyia de teatre de Sitges             |        |
| Sabor de Gràcia                                             | Q11946563  | grup de música barceloní                  |        |
| Centre de Titelles de Lleida                                | Q50702030  | centre d'art dramàtic                     |        |
| Col·legi d'Enginyers de Camins, Canals i Ports de Catalunya | Q59549075  |                                           |        |
| Escola del Treball de Valls                                 | Q122196271 | Centre de formació professional de Valls  |        |
| Federació dels Tres Tombs de Sant Antoni de Barcelona       | Q134174988 |                                           |        |
| Fundació Catalana d'ELA Miquel Valls                        | Q134175000 |                                           |        |
| Venerable Congregació de la Mare de Déu dels Dolors de Vic  | Q134175033 |                                           |        |